# Kunowo (Banie)
Kunowo (deutsch Kunow, auch Cunow, früher Kunow vor Bahn, Kunow bei Bahn) ist ein Dorf in der Landgemeinde (Gmina) Banie (Bahn) im Powiat Gryfiński (Greifenhagener Kreis) der polnischen Woiwodschaft Westpommern.

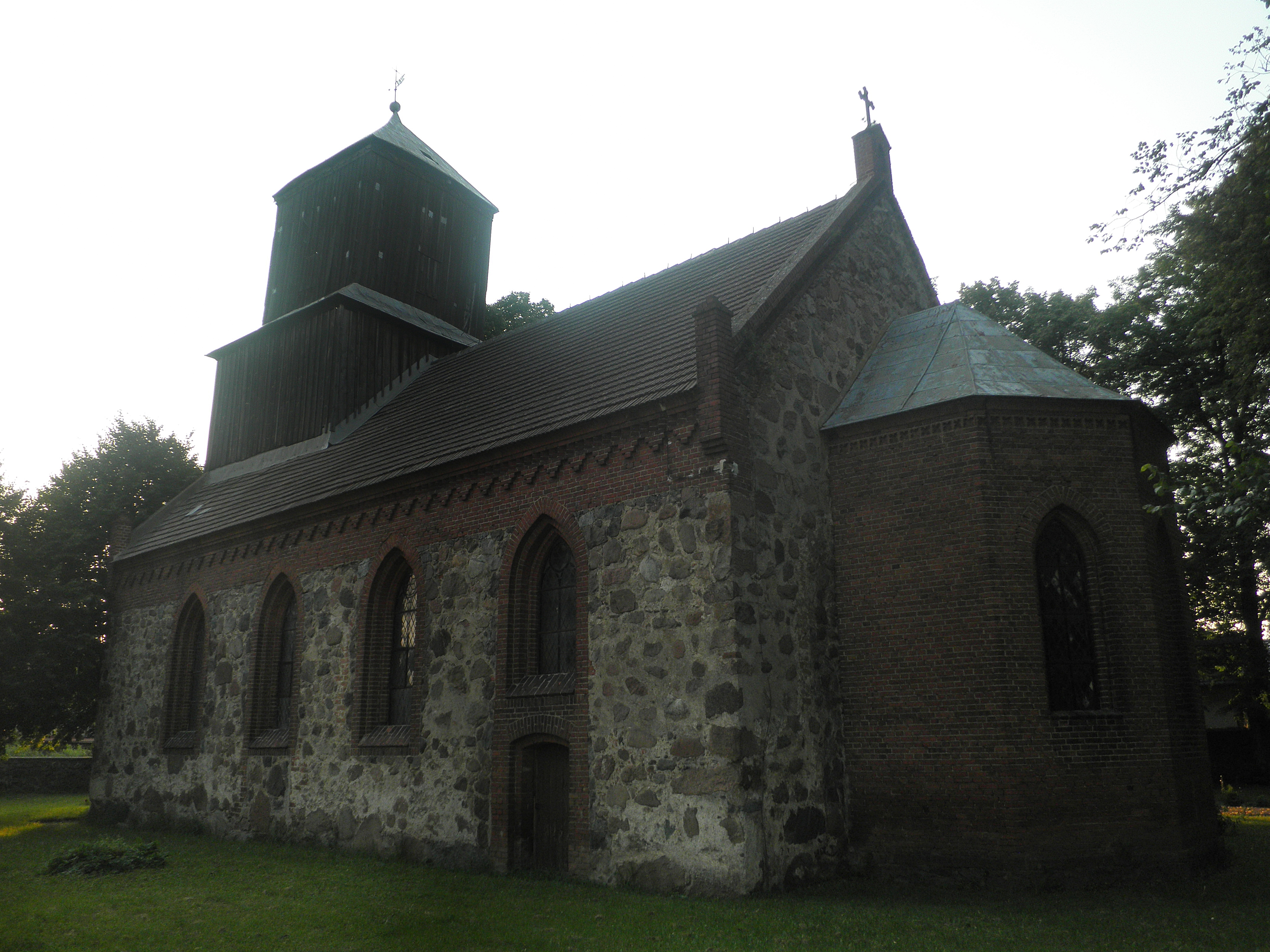
Dorfkirche, bis 1945 Gotteshaus der evangelischen Gemeinde Kunow (Aufnahme 2012)

## Geographische Lage
Das Kirchdorf liegt in Hinterpommern, etwa 30 Kilometer südsüdöstlich von Stettin, 19 Kilometer südöstlich der Stadt Greifenhagen und  sechs Kilometer nordöstlich von Banie (Bahn).

## Geschichte

Kunow (Konow vor der Baen) südsüdöstlich des Stettiner Haffs und der Stadt Stettin, rechts der Oder, südwestlich des Madüsees (Madui Lacus) und südöstlich der Stadt Greifenhagen (Griffenhagen) sowie nordöstlich von Bahn (Bahnen), auf der Lubinschen Karte von 1618 (Ausschnitt)

Brüggemann zufolge besaßen früher die Familien Dossow, Winsen und Cunow jeweils ein Drittel der Ortschaft als Lehen. Im Jahr 1735 kaufte der Geheimrat und Hofmarschall Alexander Magnus von Cunow, der sich bereits im Besitz von zwei Dritteln der Ortschaft befand, auch das restliche Drittel auf und hinterließ das ganze Gut Cunow seinen beiden Söhnen Friedrich Wilhelm und Alexander Friedrich von Cunow. Nach dem Tod des Letzteren war sein ältester Sohn, Friedrich Wilhelm von Cunow, Alleinbesitzer. 1749 wurde das Gut allodifiziert und 1765 von Friedrich Wilhelm von Cunow erblich dem Obersten Georg Hartwig von Lüderitz († 1778) verkauft, der es seiner einzigen Tochter, Friederica Wilhelmina von Lüderitz, hinterließ. Durch deren Verheiratung mit Ernst Friedrich von Schmiedeberg  kamen die Güter Kunow, dessen Wert am Anfang des 19. Jahrhunderts auf 36.000 Taler geschätzt worden war, und Langenhagen an die Familie Schmiedeberg. Nach dem Tod seiner Mutter war Georg Heinrich von Schmiedberg (1791–1850), einziger Sohn von Ernst Friedrich von Schmiedeberg, Alleinbesitzer, der das in Konkurs gegangene Gut seinen Erben hinterließ. Das Gut wurde an den Meistbietenden versteigert und am 1. Oktober 1853 von Eduard Gossow übernommen.
Im Jahr 1925 hatte Kunow zwei Wohnplätze:
- Kunow
- Ludwigshof

Im Jahr 1945 gehörte Kunow zum Landkreis Greifenhagen im Regierungsbezirk Stettin der preußischen Provinz Pommern des Deutschen Reichs. Die Ortschaft war dem Amtsbezirk Liebenow zugeordnet.
Gegen Ende des Zweiten Weltkriegs wurde die Region von der Roten Armee besetzt. Nach Einstellung der Kampfhandlungen wurde Kunow mit ganz Hinterpommern, aber ohne die militärischen Sperrgebiete, seitens der sowjetischen Besatzungsmacht der Volksrepublik Polen zur Verwaltung überlassen. Anschließend wanderten Polen zu. Kunow wurde in „Kunowo“ umbenannt. In der Folgezeit wurde die einheimische Bevölkerung von der polnischen Administration aus Kunow vertrieben.

### Demographie
| Jahr | Einwohner | Anmerkungen |
| ---- | --------- | --- |
| 1782 | –         | 24 Feuerstellen (Haushaltungen) |
| 1818 | 218       | Dorf, Vorwerk und Windmühle |
| 1864 | 386       | am 3. Dezember, Gutsbezirk und Gemeindebezirk auf einer Gemarkungsfläche von 1229 bzw. 3733 Morgen in 23 bzw. 16 Wohngebäuden                           |
| 1867 | 321       | am 3. Dezember, davon 112 im Gemeindebezirk und 209 im Gutsbezirk                                                                                       |
| 1871 | 318       | am 1. Dezember, davon 123 (sämtlich Evangelische) im Gemeindebezirk in 18 Wohngebäuden und 195 (sämtlich Evangelische) im Gutsbezirk in 15 Wohngebäuden |
| 1890 | 462       | davon 453 Evangelische und neun sonstige Christen |
| 1910 | 315       | am 1. Dezember, davon 118 im Dorf und 197 im Gutsbezirk                                                                                                 |
| 1925 | 307       | darunter 297 Evangelische, fünf Katholiken und fünf Einwohner unbekannten Glaubensbekenntnisses                                                         |
| 1933 | 483       | [ 11 ] |
| 1939 | 441       | [ 11 ] |

### Kirchspiel
Das evangelische Kirchspiel gehörte vor 1945 zur Synode Pyritz.